# Dyspessa cyrenaica
Dyspessa cyrenaica is een vlinder uit de familie van de houtboorders (Cossidae). De wetenschappelijke naam van de soort is voor het eerst geldig gepubliceerd door Turati.